# Dalby Kirke (Kolding Kommune)
 For alternative betydninger, se Dalby Kirke. (Se også artikler, som begynder med Dalby Kirke)
Dalby Kirke er en kirke fra 1872 i den vestlige ende af Koldingbydelen Dalby.
Den blev opført af kongelig bygningsinspektør L.A. Winstrup, der også ombyggede og nyopførte andre kirker i Koldings omegn. Kirken er bygget af røde mursten på en solid granitsokkel og er opført i fortrinsvis nyromansk og nygotisk stil. Den første sten til den nuværende Dalby Kirke blev nedlagt den 24. april 1872. Halvandet år senere, den 12. oktober 1873, blev kirken indviet ved sognepræst, senere stiftsprovst Mouritz Mørk Hansen. Kirken er blevet istandsat i 1971 og 1998-99.
Den første præst, man kender til i Dalby, var Reimarius, der prædikede i sognet allerede i årene omkring 1070. Det er sandsynligt, at der var tale om en trækirke, ligesom mange andre steder i Danmark på den tid.Den kirke, der i 1872 blev revet ned for at give plads til den nuværende bygning, lå præcis på samme sted som kirken i dag. Den gamle kirke stod formodentlig færdig omkring år 1300 og havde massive, bare mure, små vinduer og et kirkerum på cirka samme størrelse som det nuværende. Det ved man, for den ansvarlige arkitekt bag den nye kirke L.A. Winstrup tegnede den gamle kirke, inden han rev den ned.
Dele af det gamle murværk af munkesten kan i dag ses på nordsiden af kirketårnet. Døbefonten fra 1200-tallet er bevaret, sammen med korbuekrucifikset fra omkring år 1500, kirkesølvet fra 1600-tallet, kirkeklokken fra 1756 og den gamle trætavle til minde om kvægpesten, der hærgede sognet i 1745, kan ses i våbenhuset.
Lys falder fra hver side af skibet ind gennem tre store trefoldighedsvinduer, som hver især symboliserer Faderen, Sønnen og Helligånden.Et orgel kom til i 1911, lysekronerne blev givet som gave fra mennesker i sognet over en årrække, og alteret blev udskiftet i 1958.
Siden indvielsen i 1873 er der lavet forskellige fornyelser og ændringer. I 1971 fik kirken sin første gennemgribende renovering, og i de sidste to årtier af det forgangne århundrede fik kirken nyt orgel og nye messehageler. Endelig blev kirken nyistandsat i 1998-99, hvor den fik sine nuværende varme farver.
L.A. Winstrup havde oprindelig tænkt sig, at orgelet skulle være hævet op over sakristiet ved siden af alteret, hvilket har efterladt en åbning mellem koret og sakristiets loft, hvor orgelet skulle have stået. I væggen er der også placeret et gelænder, hvor trappen skulle have gået op til orgelet.
Kirken fik først et orgel i 1911, indtil da klarede man sig med degnen som forsanger. Orgelet er siden skiftet ud i både 1971 og 1991. Det nuværende orgel, et Marcussen og Søn, har 17 stemmer. Det stjerneformede trægulv foran alteret, der symboliserer Betlehemsstjernen, blev genopdaget ved restaureringen i 1998-99, da tæppet foran alteret blev fjernet. Gulvet er oprindeligt udtænkt af kirkens arkitekt, der lod sig inspirere af dekorationer af møbler og paneler og overførte ideer herfra til gulvbelægningen.
Selve granitalteret og den smukke glasmosaik, der forestiller Kristi Himmelfart, Jesus omgivet af sin moder og de 11 apostle, er udført af den københavnske maler Johan Thomas Skovgaard og blev taget i brug i 1958. Stenene til alteret er gamle bordursten, der i mange år lå som fortovssten inde i Kolding by, inden de blev udskiftet og overdraget Dalby Kirke til kostpris.
Altersølvet blev taget i brug i 1680, men stjålet 200 år senere i 1880, ved et indbrud. 10 år senere meddelte præsten ved Horsens Tugthus, at en fange over for en medfange havde nævnt, at han havde nedgravet en alterkalk på en mark tæt ved Kolding. Man kom dog ikke videre med sagen. Først da to piger senere fandt foden af kalken i Dyrehavegårds skov ved Kolding, kom der gang i opklaringen, og de to piger blev sendt på jagt i skoven og fandt resten af kalken og disken. Pigerne fik 30 kr. i findeløn, og altersølvet blev istandsat og genindviet i 1892.
Den romanske granitfont er kirkens ældste klenodie og kan dateres helt tilbage til 1200-tallet. Fonten, der er typisk for egnen, har en arkadeprydet kumme, der er anbragt på en såkaldt kapitælformet fod med et mandshoved i hvert af de fire hjørner. Først ved renoveringen i 1998-99 fik døbefonten sin iøjnefaldende placering centralt i koret foran alterskranken.
Kirkens forholdsvis nye dåbsfad blev i 1945 erstattet med et ældre hånddrejet messingfad fra omkring 1625, der afbilleder spejdernes tilbagekomst fra Kanaens land. Da mange imidlertid fandt, at dette fad med sin ornamenterede stil brød med det enkle udtryk i Dalby Kirke, byttede man i 1999 rundt på fadene igen, så det oprindelige, men altså nyere fad, blev lagt på igen.
Dalby Kirke fik for første gang sin egen præst i 1986, da sognet blev selvstændigt og dermed forlod det gamle Vonsild-Dalby Pastorat. Den første præst Ruth Østergaard Poulsen virkede fra 1986-2000. Derefter tiltrådte præst Jens Christian Bach Iversen ved nytår 2001.